# نيد هيرمان
نيد هيرمان (بالإنجليزية: Ned Herrmann)‏ هو كاتب وعالم نفس أمريكي، ولد في 1922، وتوفي في 24 ديسمبر 1999.